# Лазорковский район
Лазорковский район (укр. Лазірківський район) — район, существовавший в Харьковской и Полтавской областях Украинской ССР в 1935—1962 годах. Центр — село Лазорки.

## История
Лазорковский район был образован 22 января 1935 года в составе Харьковской области (в состав района вошли 16 сельсоветов, переданных из Пирятинского района). 22 сентября 1937 года Лазорковский район был передан в новую Полтавскую область.
К 1 сентября 1946 года район включал 16 сельсоветов: Александровский, Богодаровский, Воронинцовский, Гонцовский, Горобиевский, Губский, Духовский, Исковецкий, Карпиловский, Лазорковский, Несено-Иржавецкий, Райозёрский, Тарандинцовский, Хорошковский, Хоружевский и Черевковский.
30 декабря 1962 года Лазорковский район был упразднён, а его территория передана в Лубенский район.

## Население
По данным переписи 1939 года, в Лазорковском районе проживало 26 076 чел., в том числе украинцы — 93,9 %, русские — 5,0 %. По данным переписи 1959 года, в Лазорковском районе проживало 23 394 чел..

## СМИ
В районе издавалась на украинском языке газета «Сталінець» (Сталинец), в 1956 она сменила название на «Ленінська зоря» (Ленинская заря).